# Een maand later
Een maand later is een Nederlandse film uit 1987 van Nouchka van Brakel. De film heeft als internationale titel One Month Later. Jan Donkers schreef een toneelstuk naar aanleiding van een advertentie in de krant, over een vrouw die een maand van leven wilde ruilen. Het verhaal werd eerst als toneelstuk uitgebracht in 1985 voordat er ook een filmbewerking kwam.
De film werd al verkocht aan het buitenland, voordat er enige opnamen waren gemaakt. Circa 323.000 mensen bezochten de film.

## Verhaal
Twee vrouwen besluiten via een contactadvertentie voor een maand van leven te ruilen. Liesbeth is een getrouwde huisvrouw, die weleens wat anders wil. De tweede is Monika, een vrijgezelle freelance-journalist, die weleens wil weten hoe het huwelijk is. De eerste maand gaat snel voorbij, waarop de dames besluiten om er nog een maand aan vast te plakken. Deze beslissing leidt naar een keuze die de dames moeten maken voor de rest van hun leven.

## Rolverdeling
| Acteur             | Personage |
| ------------------ | --------- |
| Renée Soutendijk   | Liesbeth  |
| Monique van de Ven | Monika    |
| Edwin de Vries     | Constant  |
| Sunny Bergman      | Judith    |
| Jeroen Oostenbrink | Jobje     |

## Trivia
Monique van de Ven en Edwin de Vries kregen echt een relatie tijdens de opnamen.